# Elsa Uppling
Elsa Sophia Uppling, född Posse den 8 februari 1861 i Svea artilleriregementes församling, Stockholm, död den 1 augusti 1939 i Adolf Fredriks församling, Stockholm, var en svensk sångpedagog.

## Biografi
Efter skolgång i Åhlinska skolan studerade Elsa Uppling mellan 1883 och 1887 på Kungl. Musikkonservatoriet, där hon tog musiklärarexamen. År 1889 började hon som sånglärare på Åhlinska skolan och 1890 på Kungsholms folkskola, Klara folkskola och Högre läroanstalten för flickor på Södermalm. Samma år blev hon medlem i Nya Idun. År 1892 fick hon även lärartjänst på Wallinska skolan och Anna Sandströms skola. Samma år studerade hon sång i Paris. År 1897 slutade hon sin tjänst på Anna Sandströms skola och 1902 på Åhlinska skolan.
Åren 1907–1920 var hon sånglärare på Privata högre lärarinneseminariet. År 1920 slutade hon att undervisa på Privata högre lärarinneseminariet och 1923 på Högre läroanstalten för flickor på Södermalm och Wallinska skolan. Elsa Uppling åkte 1909 till London för att studera sång. Hon blev 1908 ordförande för Sångpedagogiska föreningen (Stockholms skolsånglärarinneförening) och 1918 ordförande i Övningslärarorganisationernas centralråd. År 1907–1918 var Uppling ordförande i Stockholmskretsen del av Svenska Vegetariska Föreningen. År 1918 gav hon ut Vegetarisk kokbok på Nordiska förlaget; boken utkom sedan i flera upplagor. Uppling höll föredrag i bland annat sångpedagogik och vegetarisk kost.
Elsa Uppling var dotter till majoren friherre Knut Posse (1824–1883) och Sofia Lilliestråle (1835–1923). Hon gifte sig 1894 med filosofie kandidat Markus Uppling (1862–1934), som var förste sekreterare i Telegrafstyrelsen. Elsa Uppling är begraven på Norra begravningsplatsen utanför Stockholm.

### Solosång och piano
- 25 sånger med pianoackompanjemang för flickskolornas högre sångklasser och den elementära undervisningen i solosång. Utgiven 1899 av Abraham Lundquist, Stockholm.[13]

1. Till musiken (Anna Bennet)
2. Rosenknoppen (Jenny Fahlstedt)
3. Vaggvisa (Emmy Köhler)
4. Du glittrande klara bölja (Augusta von Otter)
5. Gökvisa
6. Nattviolen (Johan Erik Nordblom)
7. Lärkan (Frans Isak von Heland)
8. På Roines strand (Karl Collan)
9. Sjömanshustrun (Richard Norén)
10. Skeppet mot stranden (August Melcher Myrberg)
11. Den lilla kolargossen
12. Den slumrande lilla flickan
13. Vallgossens visa
14. På Nyårsdagen
15. Kommer ej våren?
16. Första aftonen i det nya hemmet
17. Vallflickans aftonvisa (Erik Gustaf Geijer)
18. Du gamla, du friska
19. I villande skog
20. Vintertankar
21. Jag rodde mig ut på Sejagrundet
22. Mon village / Min fäderneby (Jean-Baptiste Weckerlin)
23. Vogue, ma nacelle = Vagga, julle lilla (Adolphe Danhauser)
24. Gruss / Vårhälsning (Felix Mendelssohn)
25. Haiden-Röslein / Rosen i hagen (Franz Schubert)

- 18 sånger med pianoackompanjemang för flickskolornas högre sångklasser och den elementära undervisningen i solosång. Utgiven 1903 av Abraham Lundquist, Stockholm.[14]

1. Karin Månsdotters vaggvisa för Erik XIV (G. C. Boivie)
2. Resedan
3. Aftonklockan (Erik Gustaf Geijer)
4. Sylvias visa
5. Fjäriln
6. Tankar på hemmet (Ivar Hallström)
7. Visa i folkton
8. Ur "Marits visor", nr 3 (Wilhelm Peterson-Berger)
9. Med dina blåa ögon (Eduard Lassen)
10. Jag gungar på högsta grenen (Gabriel Linsén)
11. Jo, jo! (August Ekenberg)
12. Slummersång (Josef Eriksson)
13. Dig jag minnes, Margaretha! / Dein gedenk ich, Margaretha! (Erik Meyer-Helmund)
14. Vaggvisa / Wiegenlied (Franz Ries)
15. Och inte vill jag sörja, men sörjer ändå (Emil Sjögren)
16. Nejlikan / Nelken (Patrik Vretblad)
17. Tonerna (Carl Leopold Sjöberg)
18. Wästberga-polska.

- 20 sånger med pianoackompanjemang, för flickskolornas högre sångklasser och den elementära undervisningen i solosång. Häfte I. Utgiven 1916 av Abraham Lundquist, Stockholm.[15]

1. Vad jag älskar
2. Tal och tystnad (Erik Gustaf Geijer)
3. I skogen
4. För länge se'n (August Melcher Myrberg)
5. Ro, ro, ögonsten (Emil Sjögren)
6. R'en tusen blåögda sippor (Fritz Arlberg)
7. Fjällvandring (Wilhelm Peterson-Berger)
8. Romans i folkton (August Söderman)
9. Frågor (Ivar Hallström)
10. Videvisan (Sara Wennerberg)

- 20 sånger med pianoackompanjemang, för flickskolornas högre sångklasser och den elementära undervisningen i solosång. Häfte II. Utgiven 1916 av Abraham Lundquist, Stockholm.[16]

1. Ingalill (Nanny Lejdström)
2. Och ägde jag alla de toner (Edwin Rendahl)
3. Fjärran i skog (Isak Albert Berg)
4. Flyg, liten fjäril, flyg (Torsten Petré)
5. Aftonsång (Alfred Berg)
6. Hur ljuvt det är att komma (Isidor Dannström)
7. Appelgården (Wilhelm Peterson-Berger)
8. Vildfågel (Tor Andrée)
9. Det brister en sträng (Emil Anjou)
10. Du är så vacker för mina ögon.

### Duetter och piano
- 12 sångduetter. Utgiven 1899 av Abraham Lundquist, Stockholm.[17]

1. Lugn hvilar sjön (Heinrich Pfeil)
2. Höstvisa
3. Aftonstjärnan
4. Minnen från Södern
5. Nu är det vår
6. Fiskarsång
7. Aftonstämning (August Melcher Myrberg)
8. I skogen (J. B. André)
9. På insjön (Otto Lindblad)
10. Sången (Ivar Hallström)
11. En söndagsmorgon / Sonntagsmorgen
12. Majklockan och blommorna / Maiglöckchen und die Blümelein (Felix Medelssohn Bartholdy)

- Ny samling sångduetter med pianoackompanjemang för flickskolornas högre sångklasser. Häfte I. Utgiven 1913 av Abraham Lundquist, Stockholm.[18]

1. Tindrande stjärnor (Emil Anjou)
2. Vårbäcken
3. Aftonklockan (August Melcher Myrberg)
4. Under rönn och syrén (Herman Palm)
5. Höstsång (Felix Mendelssohn Bartholdy)

- Ny samling sångduetter med pianoackompanjemang för flickskolornas högre sångklasser. Häfte II. Utgiven 1913 av Abraham Lundquist, Stockholm.[19]

1. Vårjubel (Pehr Ferdinand Bengzon)
2. Nattliga drömmar
3. Nattetid vid stranden (August Melcher Myrberg)
4. Julsång (Adolphe Adam)
5. Aftonsång (Laura Netzel)
6. Afton i skogen (Axel Häggbom)

### Övriga böcker och skrifter
- Vegetarisk kokbok. Utgiven 1913 av Nordiska förlaget.[6] Boken gavs åter ut i utökade upplagor 1916, 1924 och 1926 av Åhlén och Åkerlund, Stockholm.[20][21][22]

- Svenska vegetariska föreningens sm. 1918.

- ”Om lyxen, föredrag vid Västergötlands tionde ungdomsmöte”. Fyrväpplingen Skara. 1914. Libris 2178244